# 3Lux

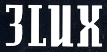
Logo

3Lux ist eine dreiteilige Grafik- und Musikvideoproduktion und war Anfang der 1990er Jahre der erste Versuch junger Grafikdesigner um Rainer Remake, die noch junge und neuartige Technomusik mit beweglichen Bildern zu untermalen. Das Projekt gilt als Meilenstein sowohl in der Technogeschichte als auch in der Computerkunst. Die Veröffentlichungen erschienen auf dem Berliner Label Studio K7 und sind Vorgänger der X-Mix-Reihe.
Mit dem Aufkommen von Techno und House und dessen zunehmender Präsenz in den Medien entstand im Musikvideo-Markt die Forderung nach Clips, mit denen die Musik verkauft werden konnte. Die Reihe basierte auf der Idee, die mittels Computern geschaffene Musik entsprechend durch Computeranimationen und neue digitale Technologien mit Bildern und Animationen visuell zu verbinden und dabei die Aufbruchstimmung und das Lebensgefühl der jungen Szene widerzuspiegeln. 3Lux visualisierte dabei nicht einzelne Tracks, sondern ganze Mixe der damals angesagten Künstler wie Visions of Shiva, Aphex Twin, Cosmic Baby und Dave Angel aus den Bereichen Ambient, Trance, House und Acid Techno. So entstanden virtuelle Landschaften, bunte Collagen, psychedelische Traumbilder und geometrische Figuren, die zum Rhythmus der Musik pulsierten.
Die finnischen Gruppen Jumalauta und nrgnation kreierten ein Tribut anlässlich der 3Lux Serie für Mac OS X aus dem Jahr 2005, mit dem Namen 3LUX 2006 Preview.

## Tracklist der 3lux 1 - techno video mix
| Interpret         | Titel                   | Videoartist            |
| ----------------- | ----------------------- | ---------------------- |
| Format            | Solid Session           | Krypton                |
| Resistance D      | Cosmic Love             | Phase one Vivid        |
| Overnite          | Pure Climax             | Remake prod.           |
| Neutron 9000      | Which Way Are You Going | Taste Video            |
| Neutron 9000      | Ki-Oha Girl             | Krypton                |
| Phobia            | Phobia                  | Phase one Vivid        |
| Spice             | Technofleyer Unlimited  | Taste Video            |
| Cosmic Baby       | Cosmic Cubes            | Phase one Vivid        |
| Phantasm          | Bass Movement           | Psy-d-light/Anima 1Art |
| Exit 100          | Liquid                  | Psy-d-light/Anima 1Art |
| Fuse              | Substance Abuse         | Clipvideo              |
| S.M.I.L.E         | Call of the Huichol     | Remake prod.           |
| Turntable Hoshies | Psychic Complexx        | Taste Video            |
| Evolution         | Equilibrium             | Clipvideo              |
| Hypernature       | Primitizer              | Joakim Hovel           |
| Mixmaster Morris  | Underground             | Krypton                |
| S.M.I.L.E         | Digital Bubblebath      | Remake prod.           |

## Veröffentlichungen
- 1. Januar 1991: 3Lux 1 - VHS, Länge: 75 Minuten
- 21. September 1992: 3Lux 2 - VHS, Länge 70 Minuten
- 19. April 1993: 3Lux 3 - VHS, Länge 80 Minuten
- 28. Januar 2002: 3Lux - The DVD Collection